# Myoom
Een myoom is een goedaardige tumor van het spierweefsel.

Spierweefsel is te onderscheiden in gladspierweefsel en skeletspierweefsel. Een goedaardig gezwel van het gladde spierweefsel heet een leiomyoom, terwijl een goedaardig gezwel van het skeletspierweefsel een rabdomyoom wordt genoemd.

Het bij het algemene publiek meest bekende myoom is wel de vleesboom, een leiomyoom in de gladde spieren van de baarmoeder (leiomyoma uteri).

## Leiomyomen van de huid
In de huid worden 3 soorten leiomyomen onderscheiden, naar de 3 soorten glad spierweefsel:
- Piloleiomyomen zijn gezwelletjes die uitgaande van m. arrector pili, de spiertjes die de haren op de huid overeind kunnen zetten. Deze kunnen solitair voorkomen of multipel. In het laatste geval kan er sprake zijn van een erfelijke aandoening (zie onder).
- Angioleiomyomen gaan uit van het spierweefsel in de vaatwand. Angioleiomyomen zijn vaak solitair, vrij scherp begrensd, en wat groter dan piloleiomyomen.
- Genitale leiomyomen gaan uit van het gladspierweefsel in scrotum (tunica dartos), labium of tepel.

Leiomyomen zijn vaak pijnlijk bij kou en aanraking. De oorzaak van de pijn is onbekend.

## Erfelijke aanleg
Bij multipele piloleiomyomen kan er sprake zijn van een erfelijke aanleg. Mutaties in het gen fumaraathydratase (FH, ook wel fumarase) kunnen gepaard gaan met piloleiomyomen van de huid. Bij ca 80 a 90% van de vrouwelijke patiënten komen dan ook leiomyomen van de uterus voor. Deze aandoening wordt MCUL1 (Multiple Cutaneous and Uterine Leiomyomata, OMIM 150800) genoemd en erft autosomaal dominant over. In een deel van deze families komt bovendien nierkanker voor. Het syndroom wordt dan HLRCC (Hereditary Leiomyomatosis and Renal Cell Cancer, OMIM 605839) genoemd. Ook in deze families worden mutaties in het FH-gen gevonden.
Fumaraathydratase is een enzym uit de citroenzuurcyclus.